# 曾淑岩
曾淑岩 （2000年5月8日—），中国女歌手，舞者。创造营2020及上线吧！华彩少年参赛者。

## 早年经历
2020年5月参加创造营2020。最终在第一次顺位排名遗憾淘汰，排名第63名
2020年12月，参加中央电视台国风少年创演节目《上线吧！华彩少年》，并表演唱跳双截棍。

## 音乐作品

### 创造营2020时期
| 发行时间 | 歌曲名称（歌曲说明）            | 原唱者           |
| 2020     | 《Let Me Out》（初舞台）        | Gorillaz         |
| 2020     | 《招牌动作》 （第一次公演曲目） | 蔡依林           |
| 2020     | 《你最最最重要》（主题曲）      | 创造营2020练习生 |

### 上线吧！华彩少年时期
| 发行时间 | 歌曲名称（歌曲说明） | 原唱者 | 备注             |
| -------- | -------------------- | ------ | ---------------- |
| 2020年   | 《《双截棍》         |        | 唱跳x双截棍，1彩 |
| 2020年   | 《扇舞翩翩》         |        | 扇子舞x街舞      |

## 综艺节目
| 综艺节目             | 播出平台           | 播出时间       |
| 《创造营2020》       | 腾讯视频           | 2020.05.02     |
| 《上线吧！华彩少年》 | 中央电视台综合频道 | 2020年12月25日 |

## 外部連結
- 曾淑岩的新浪微博